# Малое Колодезное
Малое Колодезное — деревня в Тульской области России.
До XVII века деревня называлась Якунино, по имени детей боярских Якуниных, проживавших там. В XVII веке деревня называется Малый Колодезь и входит в состав Елецкого уезда. Позднее вошла в состав Тульской губернии.
В рамках административно-территориального устройства является центром Иван-Озерского сельского округа Новомосковского района, в рамках организации местного самоуправления входит в муниципальное образование город Новомосковск со статусом городского округа.

## География
Расположена на реке Дон, на восточной границе города Новомосковска.

## Население
| 2002 | 2010 |
| ---- | ---- |
| 112  | ↘101 |